# Daniel Girona i Llagostera
Daniel Girona Llagostera (Lleida, 14 de gener de 1869 - 28 de març de 1940) fou un metge, historiador i escriptor català, membre de l'Acadèmia de Bones Lletres de Barcelona.
Estudià el batxillerat a Barcelona el 1884 i es llicencià en medicina a la Universitat de Barcelona en 1891. Fou dirigent de la Unió Catalanista i col·laborà amb l'Associació Protectora de l'Ensenyança Catalana. El 1919 ingressà com acadèmic a l'Acadèmia de Bones Lletres de Barcelona, de la que en fou secretari de 1922 a 1924. En aquesta qualitat va adreçar una carta d'agraïment als intel·lectuals castellans signants del Manifiesto de los escritores castellanos en defensa de la lengua catalana que enviaren al dictador Miguel Primo de Rivera.

## Obres
- Mullerament de l'infant Pere de Catalunya amb madona Constança de Sicília (1909)
- L'extinció del casal de Barcelona (1910)
- En Jaume d'Aragó, darrer comte d'Urgell, i el conclau de Casp (1913)
- Epistolari del rei Martí, Martí rei de Sicília i primogènit d'Aragó (1919)
- La darrera malaltia de la Reyna Maria de Luna (1406) (1919)
- Retorn de l'illa de Sicília a la corona d'Aragó (1920)
- Itinerari del Rei en Martí: 1396-1410 (1916)